# Игнатов, Лев Николаевич
Лев Николаевич Игнатов — советский хозяйственный, государственный и политический деятель.

## Биография
Родился в 1910 году в Нерчинске. Член КПСС с 1933 года.
С 1925 года — на хозяйственной, общественной и политической работе. В 1925—1970 гг. — печатник в типографии, секретарь комсомольской ячейки, председатель районного бюро пионеров, заведующий культпросветом райкома ВЛКСМ, секретарь комсомольской организации цеха Саратовского завода комбайнов, красноармеец, политинспектор крайпромсоюза в Саратове, инструктор Волжского районного и Саратовского городского комитетов ВКП(б), контролер комиссии партийного контроля при ЦК ВКП(б) по Саратовской области, контролер, заместитель, уполномоченный Комиссии партконтроля при ЦК ВКП(б) по Якутской АССР, слушатель Высшей партийной школы при ЦК ВКП(б), первый секретарь Якутского городского комитета КПСС, руководитель Якутской группы Комиссии госконтроля Совета Министров РСФСР.
Делегат XX съезда КПСС.
Почётный гражданин Якутска (1982).
Умер после 1982 года.